# Acide carbocérique
L'acide carbocérique ou acide heptacosanoïque (nom systématique) est un acide gras saturé à très longue chaîne (C27:0) de formule semi-développée CH3(CH2)25COOH.